# Österreichische Schwimmerabzeichen
In Österreich werden die Ausbildungen und Prüfungen zu den Schwimmerabzeichen (auch Schwimmabzeichen) durch die Arbeitsgemeinschaft Österreichisches Wasserrettungswesen (ARGE ÖWRW) durchgeführt. Mitglieder der ARGE ÖWRW sind der Arbeiter-Samariter-Bund Österreich (Wasserrettung), das Österreichische Jugendrotkreuz (Österreichisches Rotes Kreuz) sowie die Österreichische Wasserrettung. Ebenso gehören das Bundesministerium des Inneren sowie das Bundesministerium für Landesverteidigung der ARGE ÖRWR an, sie bilden jedoch nur im Dienstbereich aus. Das Bundesministerium für Bildung, Wissenschaft und Kultur ist beratendes Mitglied. Die ARGE ist auch für die Rettungsschwimmabzeichen in Österreich zuständig.
Siehe Hauptartikel: Schwimmabzeichen

## Abzeichen und Leistungen
Wie bei Schwimmabzeichen üblich, verstehen sich die genannten Leistungen als Mindestanforderungen.

### Frühschwimmer
Siehe Hauptartikel: Frühschwimmer

### Freischwimmer
- Stoffabzeichen blau – 1 Welle auf bronzenem Grund, Pin in Bronze,
- Mindestalter: vollendetes 7. Lebensjahr
- 15 min Dauerschwimmen in beliebigem Schwimmstil
- Sprung aus 1 m Höhe ins Wasser
- Kenntnis der 10 Baderegeln

### Fahrtenschwimmer
- Stoffabzeichen blau – 2 Wellen auf silbernem Grund, Pin in Silber
- Mindestalter: vollendetes 9. Lebensjahr
- 15 min Dauerschwimmen in beliebigem Schwimmstil
- Kopfsprung aus 1 m oder beliebiger Sprung aus 3 m Höhe
- 10 m Streckentauchen nach Kopfsprung
- 2 m Tieftauchen und Heraufholen eines ca. 2,5 kg schweren Gegenstandes
- 50 m Rückenschwimmen ohne Armtätigkeit
- Kenntnis der 10 Baderegeln

### Allroundschwimmer
- Stoffabzeichen blau – 3 Wellen auf goldenem Grund, Pin in Gold,
- Mindestalter: vollendetes 11. Lebensjahr
- 200 m in zwei Schwimmlagen (100 m Brust, 100 m Rücken)
- 100 m in beliebigem Schwimmstil in 2:30 min
- 10 m Streckentauchen nach Kopfsprung
- 2–3 m Tieftauchen und Heraufholen eines ca. 2,5 kg schweren Gegenstandes
- 25 m Transportieren einer gleich schweren Person (Ziehen)
- Kenntnis der 10 Baderegeln
- Kenntnis der Selbstrettung

### ÖWR-Jugendschwimmerschein
Ist ein organisationsinternes Abzeichen der Österreichische Wasserrettung (ÖWR)
- Stoffabzeichen und Urkunde
- Mindestalter: vollendetes 14. Lebensjahr
- 50 m Brustschwimmen in 1:05 min
- 50 m Kraulschwimmen in 1 min
- 50 m Rückenschwimmen ohne Armtätigkeit in 1:15 min
- 50 m Rückenschwimmen Freistil in 1:10 min
- Aufgaben der ÖWR
- 50 m Retten mit Luftmatratze in 1:15 min (25 m anschwimmen, aufladen und zum Ausgangspunkt zurück schwimmen)
- 100 m Schnorcheln in 1:50 min mit ABC
- 100 m Kleiderschwimmen in 3 min
- Rettungsball oder Wurfsack in eine Bahn 2,5 m breit, mindestens 12 m werfen
- Kenntnis der Gefahren des Wassers und der Selbstrettung